# Ferrovia Sassari-Sorso
La ferrovia Sassari-Sorso è una linea ferroviaria locale a scartamento ridotto attiva in Sardegna, la più breve tra quelle attive nell'isola. Aperta all'esercizio negli anni trenta, collega Sassari con la vicina Sorso e la subregione storica della Romangia.

## Storia

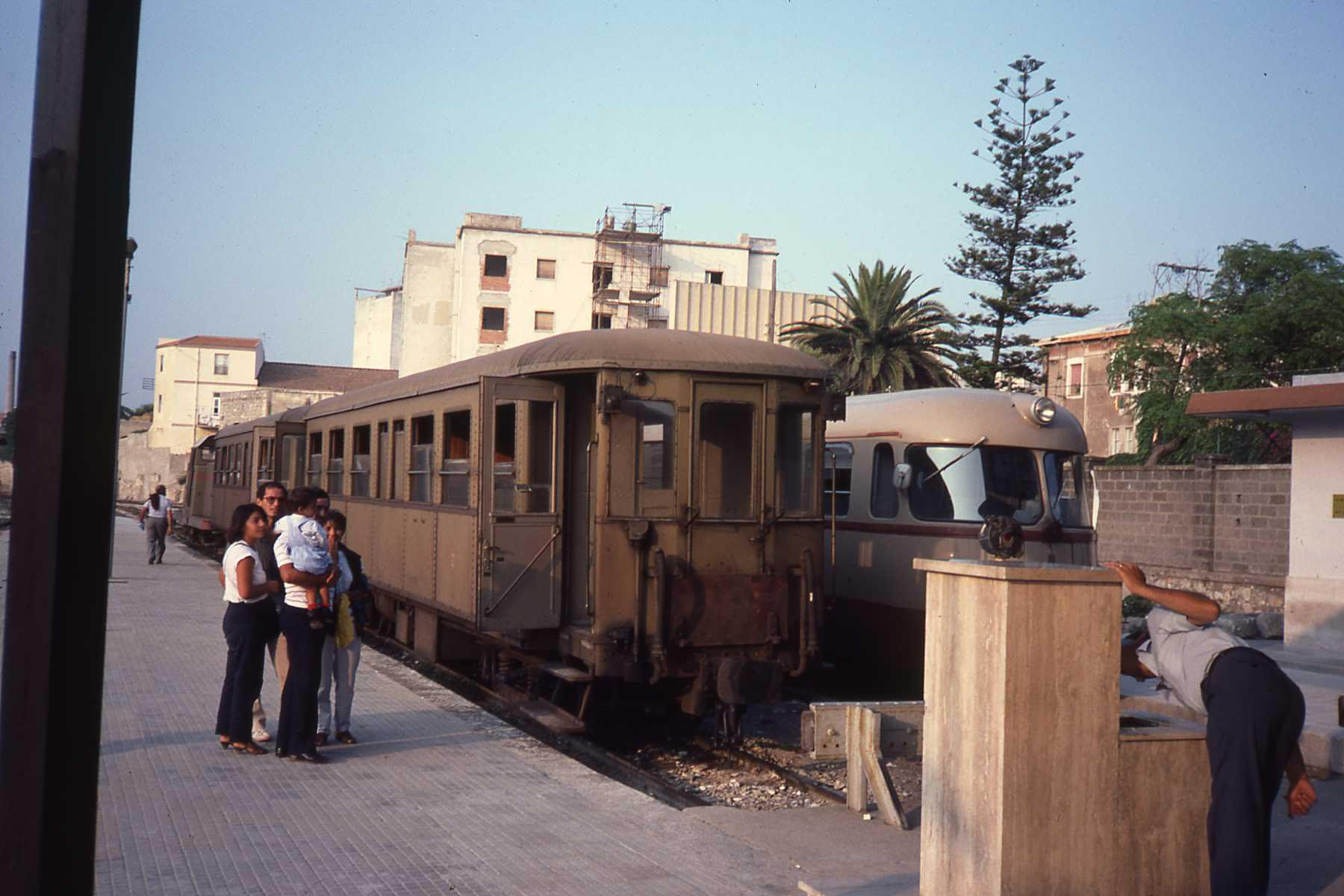
Rotabili all'epoca delle Strade Ferrate Sarde in sosta nel terminal della linea all'interno della stazione di Sassari, nel 1984

La ferrovia venne progettata nella seconda metà degli anni venti dall'ingegner Diego Murgia nell'ambito della concessione affidata nel 1927 alla Società anonima Ferrovie Settentrionali Sarde per la costruzione di nuovi collegamenti ferroviari con la città di Sassari. Gli originari 11 km di linea a scartamento ridotto (950 mm) tra Sorso e il capoluogo turritano, interamente a binario unico non elettrificato, furono inaugurati il 12 maggio 1930.
Nel giro di tre anni la Sassari-Sorso passò dalle mani delle Ferrovie Settentrionali Sarde a quelle delle Strade Ferrate Pugliesi, poco dopo rinominate Strade Ferrate Sarde, che la gestiranno per poco meno di sessant'anni.
Alla fine degli anni cinquanta sulla linea fecero la loro comparsa i primi mezzi a trazione diesel delle SFS; in particolare il monopolio della trazione a vapore venne rotto nel novembre 1958 con l'entrata in servizio lungo la ferrovia delle prime automotrici ADm.
Nel 1989 la ferrovia passò al compartimento sassarese delle Ferrovie della Sardegna (dal 2008 ARST Gestione FdS), nate dalla fusione delle SFS con le Ferrovie Complementari della Sardegna. A metà anni novanta inoltre la ferrovia fu interessata da alcuni lavori di rettifica: grazie a tre varianti furono eliminate alcune curve, mentre altre furono addolcite. Ciò permise maggiori velocità di percorrenza, oltre alla riduzione di circa un chilometro della lunghezza della linea.
Dall'11 settembre 2009 sulla tratta Sassari-Santa Maria di Pisa è attivo un secondo binario, ad esclusivo uso tranviario, dotato di alimentazione elettrica e percorso dai mezzi della tranvia di Sassari. La gestione della ferrovia nell'ottobre 2010 è passata all'ARST.

## Caratteristiche

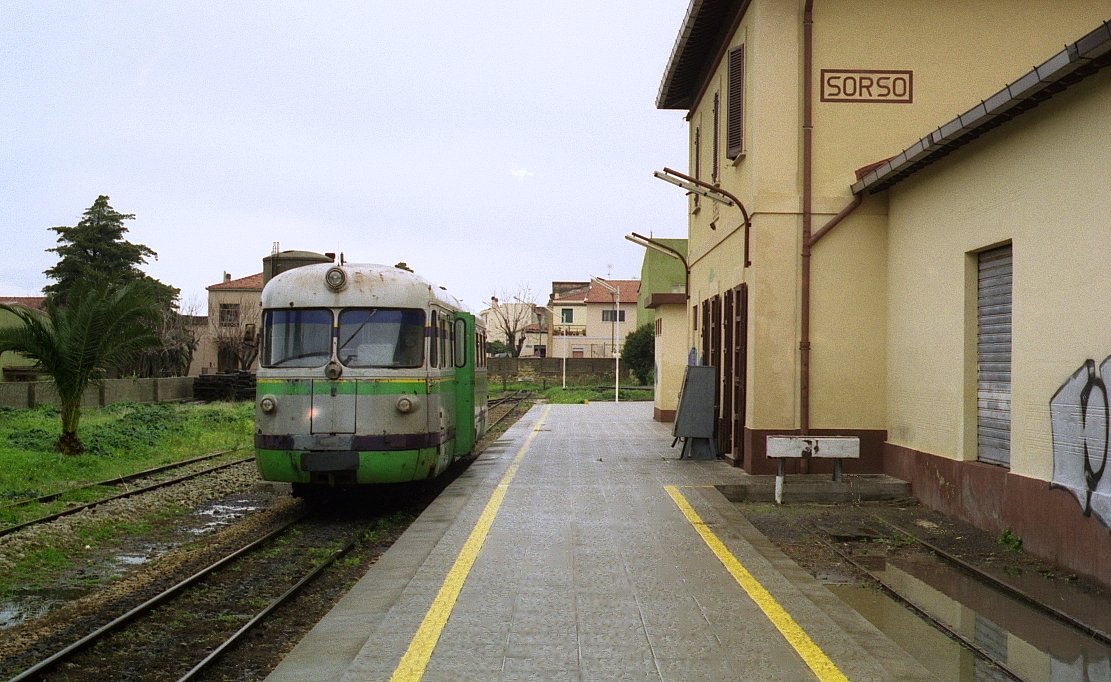
La stazione di Sorso è uno dei due impianti presenziati della ferrovia

La ferrovia è una linea di circa 10 km a scartamento ridotto (950 mm) interamente a semplice binario non elettrificato, collegante la stazione di Sorso con quella di Sassari, quest'ultima posta lungo la linea RFI tra Ozieri-Chilivani e Porto Torres e capolinea delle linee ARST per Alghero e per Palau (turistica). Nel tratto tra la stazione di Sassari e quella di Santa Maria di Pisa in affiancamento al binario della linea ne è presente uno per i servizi di Metrosassari; tuttavia fatto salvo un breve tratto in uscita dallo scalo centrale sassarese le due linee risultano funzionalmente separate, pur presentando lo stesso scartamento. Riguardo alle caratteristiche dell'armamento ferroviario sulla linea sono posate rotaie Vignoles da 36 kg/m installate su traversine biblocco in cemento armato.
Dal punto di vista altimetrico la quota più alta si rileva nel capolinea di Sassari (176 m s.l.m.), posta circa cinquanta metri più in alto dell'estremo inferiore della linea, situato nei pressi della fermata di Crabulazzi.
Tutti gli impianti intermedi sono abilitati al servizio passeggeri, mentre dal punto di vista del movimento ferroviario il solo scalo di Rodda Quadda è dotato di un binario di incrocio. La direzione del traffico avviene localmente a Sassari e Sorso, mentre gli altri impianti sono impresenziati.

### Percorso
| Continuation backward |

| Unknown route-map component "d" |  | Unknown route-map component "dSTR" | Unknown route-map component "vSTR+l-" | Unknown route-map component "dCONTfq" |

| Unknown route-map component "udCONTgq" | Unknown route-map component "uv-STR+r" | Unknown route-map component "vSTR" |  |

| Unknown route-map component "cd" + Urban station on track | Unknown route-map component "vBHF" | Unknown route-map component "c" |

|  | Unknown route-map component "umvSTR" + Unknown route-map component "v-SHI2gr" | Unknown route-map component "vSTRl-" | Unknown route-map component "dCONTfq" |

| Unknown route-map component "dCONTgq" | Unknown route-map component "uv-STR" + Unknown route-map component "v-STRr" | Unknown route-map component "vSTR-" |  |

| Unknown route-map component "udKHSTe-L" | Unknown route-map component "dHST-R" | Unknown route-map component "d" |

| Station on track |

| Unknown route-map component "exBS2c2" | Unknown route-map component "eSHI2gr" |  |

| Unknown route-map component "exBS2c1" | Unknown route-map component "eSHI2g+r" |  |

| Stop on track |

| Stop on track |

| Unknown route-map component "exBS2c2" | Unknown route-map component "eSHI2gr" |  |

| Unknown route-map component "exBS2c1" | Unknown route-map component "eSHI2g+r" |  |

| Unknown route-map component "exBS2c2" | Unknown route-map component "eSHI2gr" |  |

| Unknown route-map component "exBS2c1" | Unknown route-map component "eSHI2g+r" |  |

| End station |

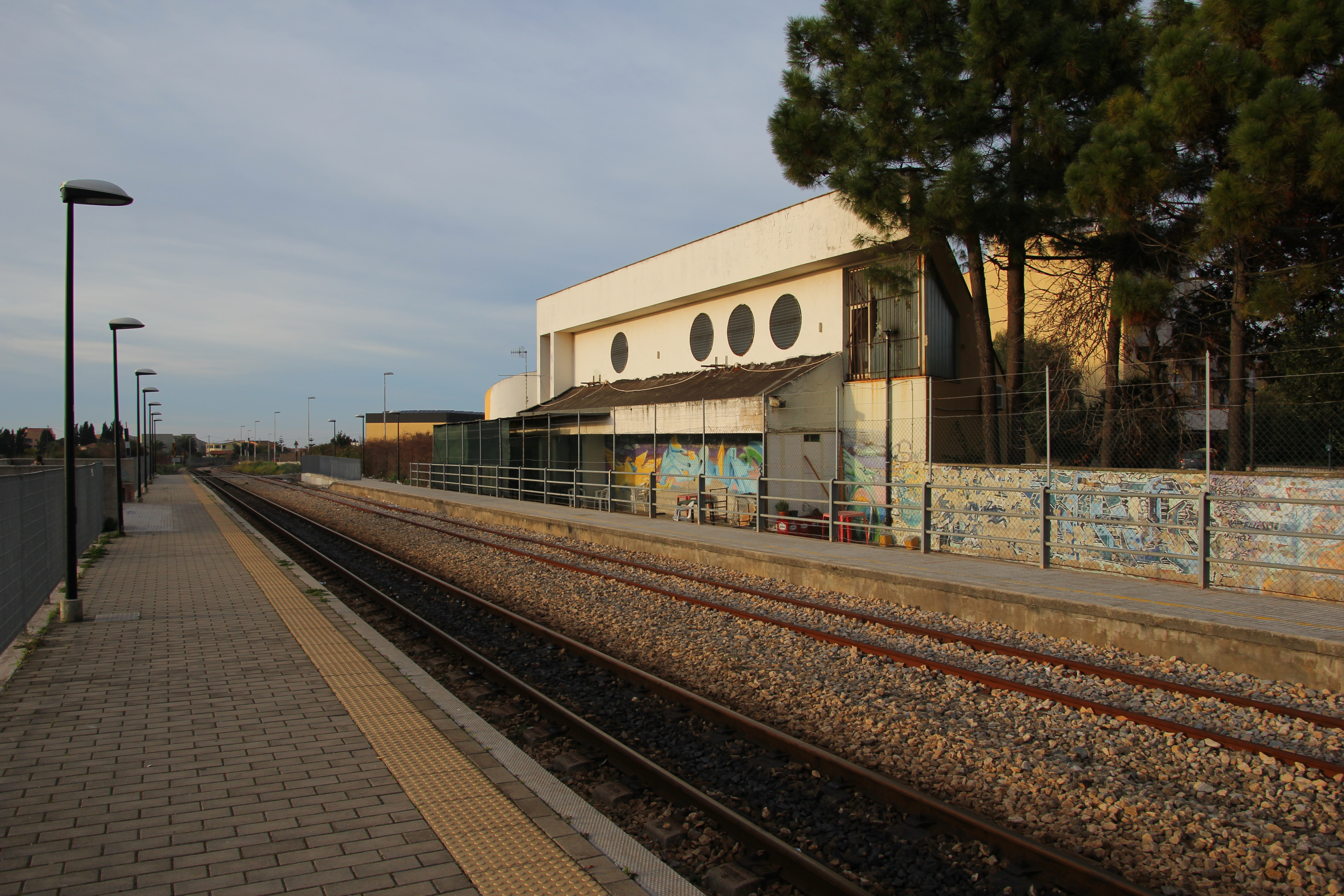
La fermata di Santa Maria di Pisa, scalo terminale anche della tranvia di Sassari

La linea ha origine nella stazione di Sassari, principale terminal ferroviario cittadino raggiunto dalla rete regionale RFI e capolinea delle ferrovie ARST del nord Sardegna: da qui i binari per Sorso prendono la direzione nord-ovest, in affiancamento nel tratto iniziale alla tranvia di Sassari, raggiungendo dopo poco meno di due chilometri la fermata di Santa Maria di Pisa nell'omonimo quartiere, attiva dal 1986 e capolinea della tranvia cittadina. Proseguendo nella periferia sassarese e attraversando alcune aree utilizzate per colture si giunge nella stazione di Rodda Quadda, unico impianto intermedio attrezzato per eventuali manovre di incrocio.

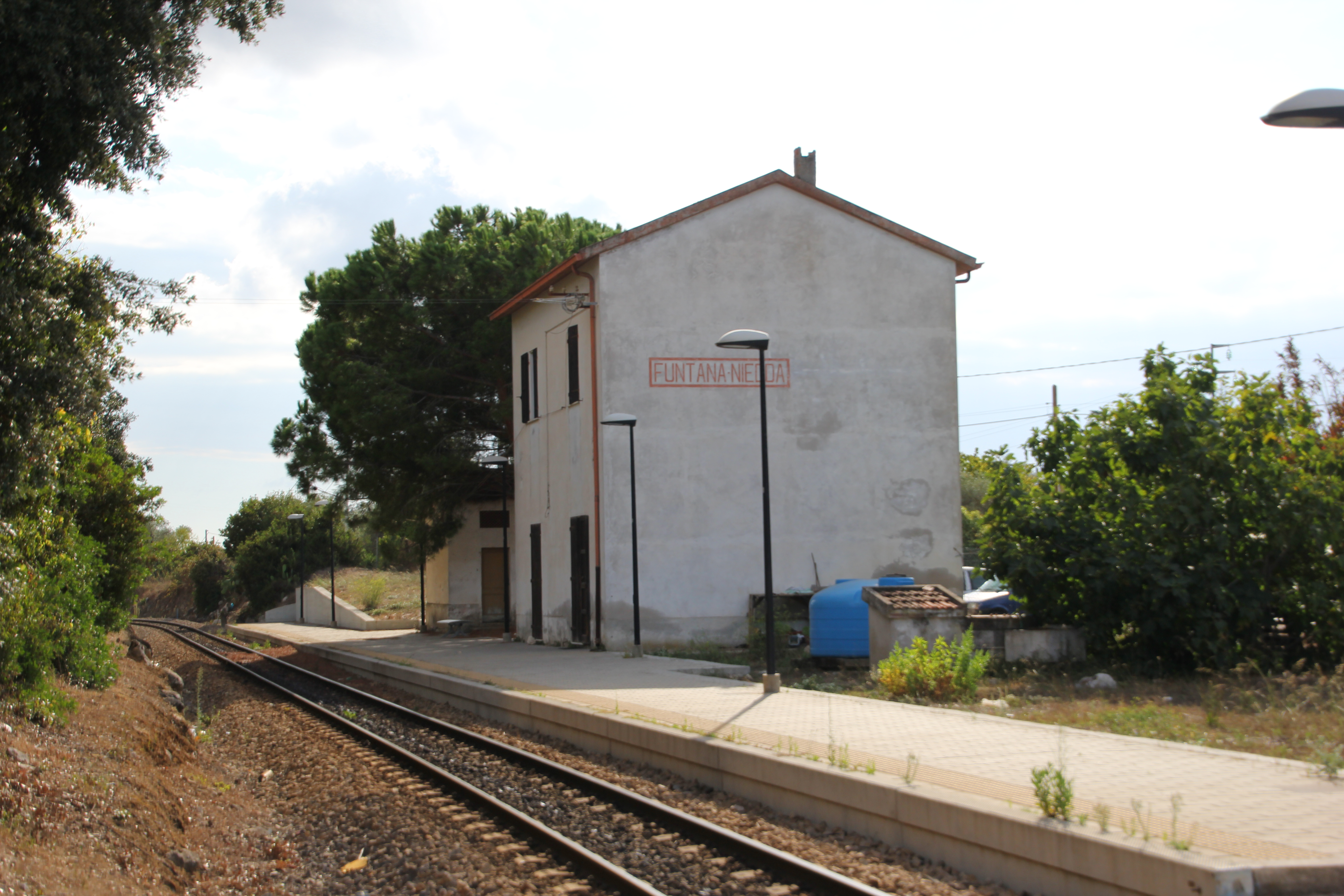
La fermata di Funtana Niedda

In uscita dalla stazione si imbocca la prima delle tre varianti di tracciato realizzate negli anni novanta, realizzata in gran parte in viadotto per tagliare una tortuosa porzione di tracciato, per poi riprende l'originario tracciato che, con costante andamento discendente da Sassari, porta alla fermata di Crabulazzi, posta nell'area di minor altitudine dell'intera linea. La linea prosegue ora verso nord-est con andamento pressoché pianeggiante entrando nel territorio comunale di Sorso e giungendo nell'ultimo scalo intermedio presente, Funtana Niedda.
Gli ultimi tre chilometri e mezzo di linea si snodano inizialmente nelle campagne della Romangia, in cui la linea risale lievemente percorrendo due ulteriori tratti in variante, di cui quello più a sud come il precedente aggira con un tratto rettilineo quattro curve originariamente presenti nel sedime. L'ultima variante, in viadotto, ha addolcito una delle curve che portano nel nucleo urbano di Sorso, la cui stazione terminale è situata nella parte occidentale dell'abitato.

## Traffico

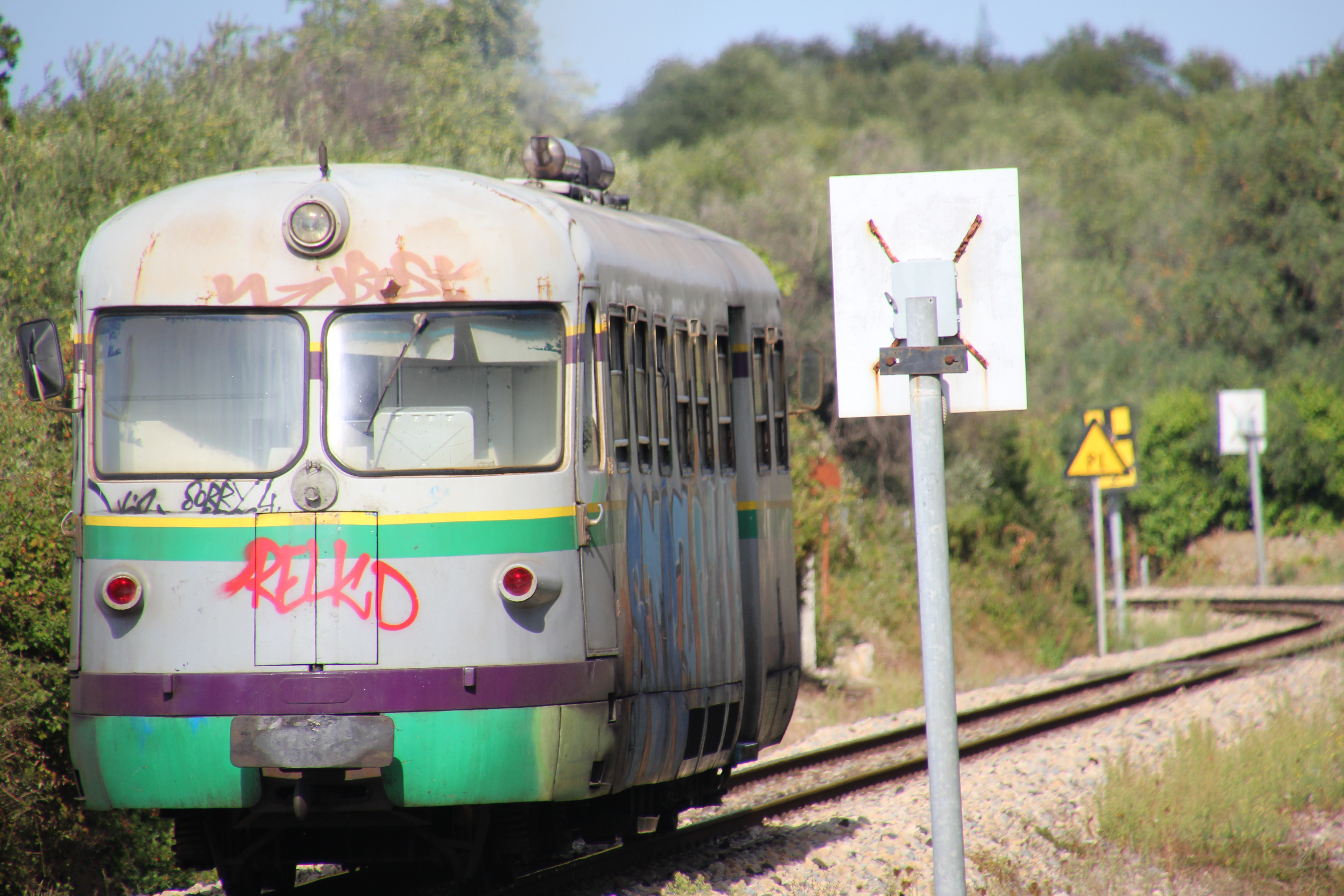
Automotrice ADm dell'ARST in servizio lungo la linea

L'ARST dal 2010 gestisce le relazioni per il servizio di trasporto pubblico lungo la ferrovia; si tratta dell'unica tipologia di collegamenti espletati lungo la linea dopo la cessazione del servizio merci durante il periodo sotto l'amministrazione FdS.
Con riferimento all'orario 2015 la linea è attiva nei soli giorni feriali, in cui è servita da un massimo di quindici coppie di corse tra Sassari e Sorso. Tra le stazioni di Sassari e Santa Maria di Pisa è inoltre attivo nei giorni feriali il servizio tranviario di Metrosassari, sempre gestito dall'ARST: il percorso è il medesimo della linea ferroviaria, ma pur condividendo il sedime viene impiegato per i tram un binario ad hoc posto in affiancamento a quello ferroviario.